# 9811 Кавадоре
9811 Кавадоре (9811 Cavadore) — астероїд головного поясу, відкритий 16 вересня 1998 року.
Тіссеранів параметр щодо Юпітера — 3,595.